# Axioma

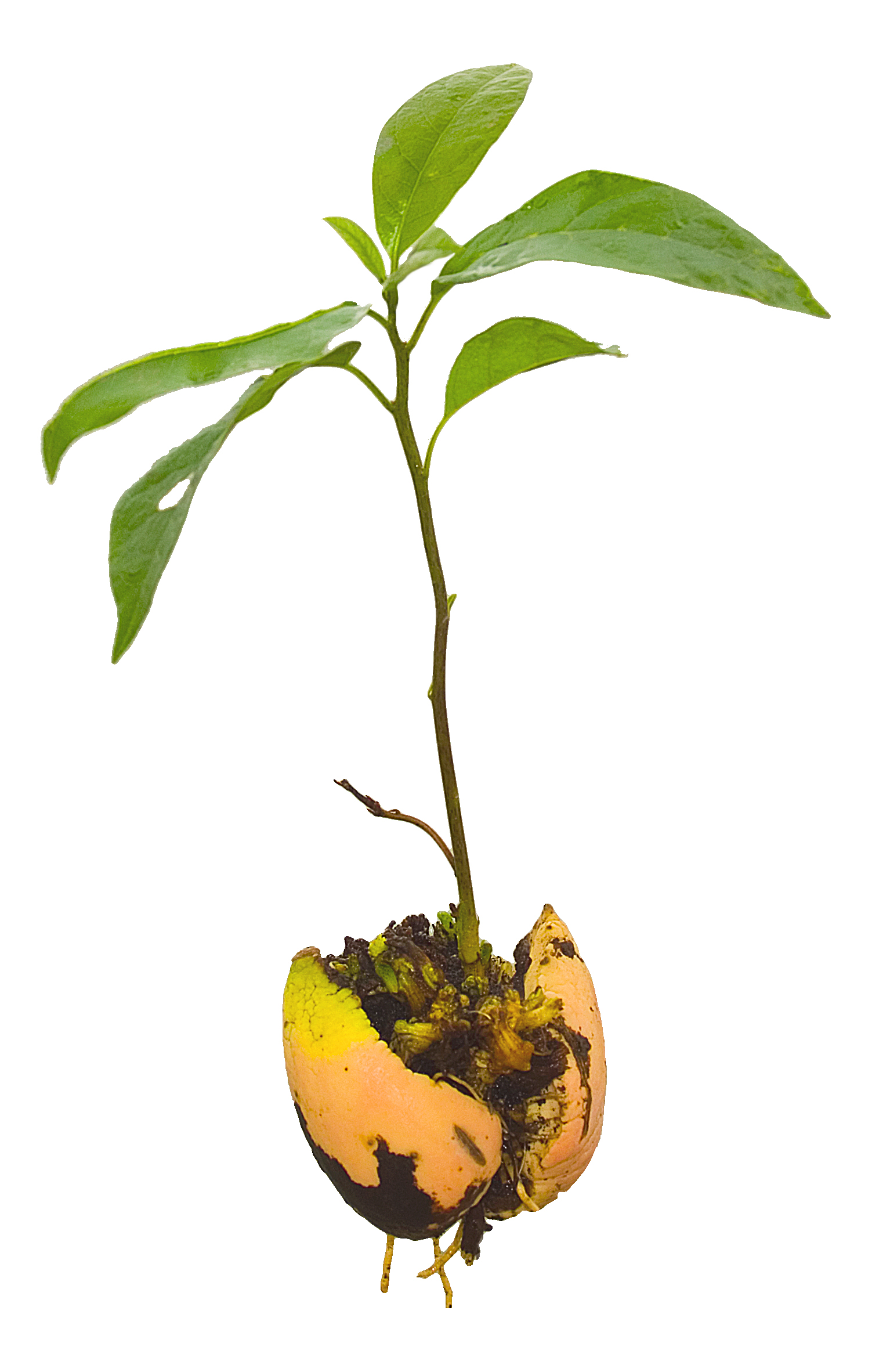
A veces se compara a los axiomas con semillas, porque de ellas surge toda la teoría de la cual son axiomas.

Axioma es una proposición tan clara y evidente que se admite sin demostración. Aplicado en matemáticas y otras ciencias, es cada uno de los principios indemostrables sobre los que, por medio de un razonamiento deductivo, se construye una teoría.
En la metodología de investigación un axioma es una proposición asumida dentro de un cuerpo teórico sobre la cual descansan otros razonamientos y proposiciones deducidas de esas premisas.
Introducido originalmente por los matemáticos griegos del período helenístico, el axioma se consideraba como una proposición «evidente» y que se aceptaba sin requerir demostración previa. Posteriormente, en un sistema hipotético-deductivo, un axioma era toda proposición no deducida de otras, sino que constituye una regla general de pensamiento lógico (por oposición a los postulados). Así en lógica y matemáticas, un axioma es solo una premisa que se asume, con independencia de que sea o no evidente, y que se usa para demostrar otras proposiciones. Actualmente se busca qué consecuencias lógicas comportan un conjunto de axiomas, y de hecho en algunos casos se opta por introducir un axioma o bien su contrario, viendo que ninguna de las dos parece una proposición evidente. Así, si tradicionalmente los axiomas se elegían de entre «afirmaciones evidentes», con el objetivo de deducir el resto de proposiciones, en la moderna teoría de modelos un axioma es solo una asunción, y en modo alguno se considera que la verdad o falsedad de los axiomas dependa del sentido intuitivo que se le pueda atribuir, o se recurre a que puedan ser autoevidentes.
En lógica un postulado es una proposición no necesariamente evidente: una fórmula bien formada (planteada) de un lenguaje formal utilizada en una deducción para llegar a una conclusión. 
Los axiomas no lógicos también pueden denominarse «postulados» o «suposiciones». En la mayoría de los casos, un axioma no lógico es simplemente una expresión lógica formal utilizada en la deducción para construir una teoría matemática, y puede o no ser evidente por sí mismo (por ejemplo, el postulado paralelo en geometría euclidiana). Axiomatizar un sistema de conocimiento es mostrar que sus afirmaciones pueden derivarse de un conjunto pequeño y bien entendido de sentencias (los axiomas), y típicamente hay muchas maneras de axiomatizar un dominio matemático dado.
Cualquier axioma es una afirmación que sirve como punto de partida a partir del cual se derivan lógicamente otras afirmaciones. Si tiene sentido (y, en caso afirmativo, qué significa) que un axioma sea «verdadero» es un tema de debate en la filosofía de las matemáticas.

## Etimología
La palabra axioma proviene del sustantivo griego ἀξίωμα, que significa «lo que parece justo» o, que se le considera evidente, sin necesidad de demostración. El término viene del verbo griego ἀξιόειν (axioein), que significa «valorar», que a su vez procede de ἄξιος (axios): «valioso» o «digno». Entre los filósofos griegos antiguos, un axioma era lo que parecía verdadero sin necesidad de prueba alguna.
El significado raíz de la palabra postulado es exigir; por ejemplo, Euclides exige que uno esté de acuerdo en que algunas cosas se pueden hacer (por ejemplo, dos puntos cualesquiera se pueden unir por una línea recta).
Los antiguos geómetras mantenían cierta distinción entre axiomas y postulados. Al comentar los libros de Euclides, Proclus señala que «Gemino sostenía que este [4.º] postulado no debía clasificarse como postulado sino como axioma, ya que no afirma, como los tres primeros postulados, la posibilidad de alguna construcción, sino que expresa una propiedad esencial». Boecio tradujo 'postulado' como petitio y llamó a los axiomas notiones communes pero en manuscritos posteriores no siempre se mantuvo estrictamente este uso.

## Legado helénico
Uno de los grandes frutos de los matemáticos griegos fue la reducción de asertos matemáticos y teoremas, en forma racional y coherente, a una pequeña cantidad de postulados o axiomas muy simples, los bien conocidos axiomas de la geometría, o bien las reglas de la aritmética, que presiden relaciones entre unos pocos objetos básicos, tales como los números enteros y los puntos geométricos. Los objetos matemáticos se generaron como abstracciones o idealizaciones de la realidad física. Los axiomas, ya sea aceptados como «evidentes» desde un punto de vista filosófico o bien meramente como abrumadoramente plausibles, se aceptan sin demostración; sobre ellos se ha erigido la cristalizada estructura de las matemáticas.

### Los primeros griegos
El método lógico-deductivo por el que las conclusiones (nuevos conocimientos) se derivan de las premisas (conocimientos antiguos) mediante la aplicación de argumentos sólidos (silogismos, reglas de inferencia) fue desarrollado por los antiguos griegos, y se ha convertido en el principio básico de las matemáticas modernas. Tautologías excluidas, nada puede deducirse si nada se supone. Los axiomas y postulados son, por tanto, los supuestos básicos que subyacen a un determinado cuerpo de conocimiento deductivo. Se aceptan sin demostración. Todas las demás afirmaciones (teoremas, en el caso de las matemáticas) deben demostrarse con ayuda de estos supuestos básicos. Sin embargo, la interpretación del conocimiento matemático ha cambiado de la antigüedad a la modernidad y, en consecuencia, los términos axioma y postulado tienen un significado ligeramente distinto para el matemático actual del que tenían para Aristóteles y Euclides.
Los antiguos griegos consideraban la geometría como una de las diversas ciencias y equiparaban los teoremas geométricos a los hechos científicos. Como tal, desarrollaron y utilizaron el método lógico-deductivo como medio para evitar el error y para estructurar y comunicar el conocimiento. La obra Segundos analíticos de Aristóteles es una exposición definitiva del punto de vista clásico.
Un «axioma», en la terminología clásica, se refería a una suposición evidente común a muchas ramas de la ciencia. Un buen ejemplo sería la afirmación de que Cuando se toma una cantidad igual de iguales, resulta una cantidad igual.

En la base de las diversas ciencias yacen ciertas hipótesis adicionales que se aceptaban sin pruebas. Tales hipótesis se denominaban postulados. Mientras que los axiomas eran comunes a muchas ciencias, los postulados de cada ciencia en particular eran diferentes. Su validez debía establecerse mediante la experiencia del mundo real. Aristóteles advierte que el contenido de una ciencia no se puede comunicar con éxito si el alumno tiene dudas sobre la verdad de los postulados.

El enfoque clásico está bien ilustrado por los Elementos de Euclides, donde se da una lista de postulados (hechos geométricos de sentido común extraídos de nuestra experiencia), seguida de una lista de «nociones comunes» (afirmaciones muy básicas y evidentes).

#### Postulados
1. Es posible trazar una línea recta desde cualquier punto a cualquier otro punto.
2. Es posible prolongar un segmento de recta continuamente en ambas direcciones.
3. Es posible describir una circunferencia con cualquier centro y cualquier radio.
4. Es cierto que todos los ángulos rectos son iguales entre sí.
5. («Postulado de las paralelas») Es cierto que, si una recta que cae sobre dos rectas hace que los ángulos interiores de un mismo lado sean menores que dos ángulos rectos, las dos rectas, si se producen indefinidamente, se intersecan en aquel lado en el que están los ángulos menores que los dos ángulos rectos.

#### Nociones comunes
1. Las cosas que son iguales a la misma cosa también son iguales entre sí.
2. Si se suman iguales a iguales, los enteros son iguales.
3. Si iguales se restan de iguales, los restos son iguales.
4. Las cosas que coinciden son iguales entre sí.
5. El todo es mayor que la parte.

## Lógica
La lógica del axioma es partir de una premisa calificada de verdadera por sí misma (el axioma), y de esta inferir otras proposiciones por medio del método deductivo, de lo cual se obtienen conclusiones coherentes con el axioma. A partir de los axiomas, y de reglas de inferencia, han de deducirse todas las demás proposiciones de una teoría dada.

### Axioma lógico
Los axiomas son ciertas fórmulas en un lenguaje formal que son universalmente válidas, esto es fórmulas satisfechas por cualquier estructura y por cualquier función variable. En términos coloquiales son enunciados verdaderos en cualquier mundo posible, bajo cualquier interpretación posible, con cualquier asignación de valores. Comúnmente se toma como axioma un conjunto mínimo de tautologías suficientes para probar una teoría.

#### Ejemplo 1
En cálculo proposicional es común tomar como axiomas lógicos todas las fórmulas siguientes:
1. {\displaystyle \phi \to (\psi \to \phi )\,}
2. {\displaystyle (\phi \to (\psi \to \chi ))\to ((\phi \to \psi )\to (\phi \to \chi ))\,}
3. {\displaystyle (\lnot \phi \to \lnot \psi )\to (\psi \to \phi )},

donde {\displaystyle \phi \,}, {\displaystyle \psi \,}, y {\displaystyle \chi \,} pueden ser cualquier fórmula en el lenguaje.
Cada uno de estos patrones es un esquema de axiomas, una regla para generar un número infinito de axiomas. Por ejemplo si p, q, y r son variables proposicionales, entonces {\displaystyle p\to (q\to p)\,} y {\displaystyle (p\to \neg q)\to (r\to (p\to \neg q))\,} son instancias del esquema 1 y por lo tanto son axiomas.
Puede probarse que, con solamente estos tres esquemas de axiomas y la regla de inferencia modus ponens, todas las tautologías del cálculo proposicional son demostrables. También se puede probar que ningún par de estos esquemas es suficiente para demostrar todas las tautologías utilizando modus ponens. Este conjunto de esquemas axiomáticos también se utiliza en el cálculo de predicados, pero son necesarios más axiomas lógicos.

#### Ejemplo 2
Sea {\displaystyle {\mathfrak {L}}\,} un lenguaje de primer orden. Para cada variable {\displaystyle x\,} la fórmula {\displaystyle x=x\,} es universalmente válida.
Esto significa que, para cualquier símbolo variable {\displaystyle x\,}, la fórmula {\displaystyle x=x\,} puede considerarse axioma. Para no incurrir en vaguedad o en una serie infinita de «nociones primitivas», primero se necesita una idea de lo que se desea expresar mediante {\displaystyle x=x\,}, o definir un uso puramente formal y sintáctico del símbolo {\displaystyle =\,}. De hecho sucede esto en Lógica matemática.
Otro ejemplo interesante es el de «instanciación universal» , mediante el cuantificador universal. Para una fórmula {\displaystyle \phi \,} en un lenguaje de primer orden {\displaystyle {\mathfrak {L}}\,}, una variable {\displaystyle x\,} y un término {\displaystyle t\,} sustituible por {\displaystyle x\,} en {\displaystyle \phi \,}, la fórmula {\displaystyle \forall x.\phi \to \phi _{t}^{x}} es válida universalmente.
En términos informales este ejemplo permite afirmar que si se sabe que cierta propiedad {\displaystyle P\,} se cumple para toda {\displaystyle x\,} y que si {\displaystyle t\,} es un objeto particular en la estructura, se estaría en capacidad de afirmar {\displaystyle P(t)\,}.
De nuevo se afirma que la fórmula {\displaystyle \forall x.\phi \ \to \phi _{t}^{x}} es válida. Esto es, se debe ser capaz de aportar una prueba de este hecho, o -mejor expresado- una metaprueba. En efecto, estos ejemplos son metateoremas de la teoría de lógica matemática, ya que la referencia es meramente al concepto demostrativo en sí. Además se puede extender a una generalización existencial  utilizando el cuantificador existencial.
Esquema axiomático. Para una fórmula {\displaystyle \phi \,} en un lenguaje de primer orden {\displaystyle {\mathfrak {L}}\,}, una variable {\displaystyle x\,} y un término {\displaystyle t\,} sustituible por {\displaystyle x\,} en {\displaystyle \phi \,}, la {\displaystyle \phi _{t}^{x}\to \exists x.\phi } es universalmente válida.

## Matemáticas

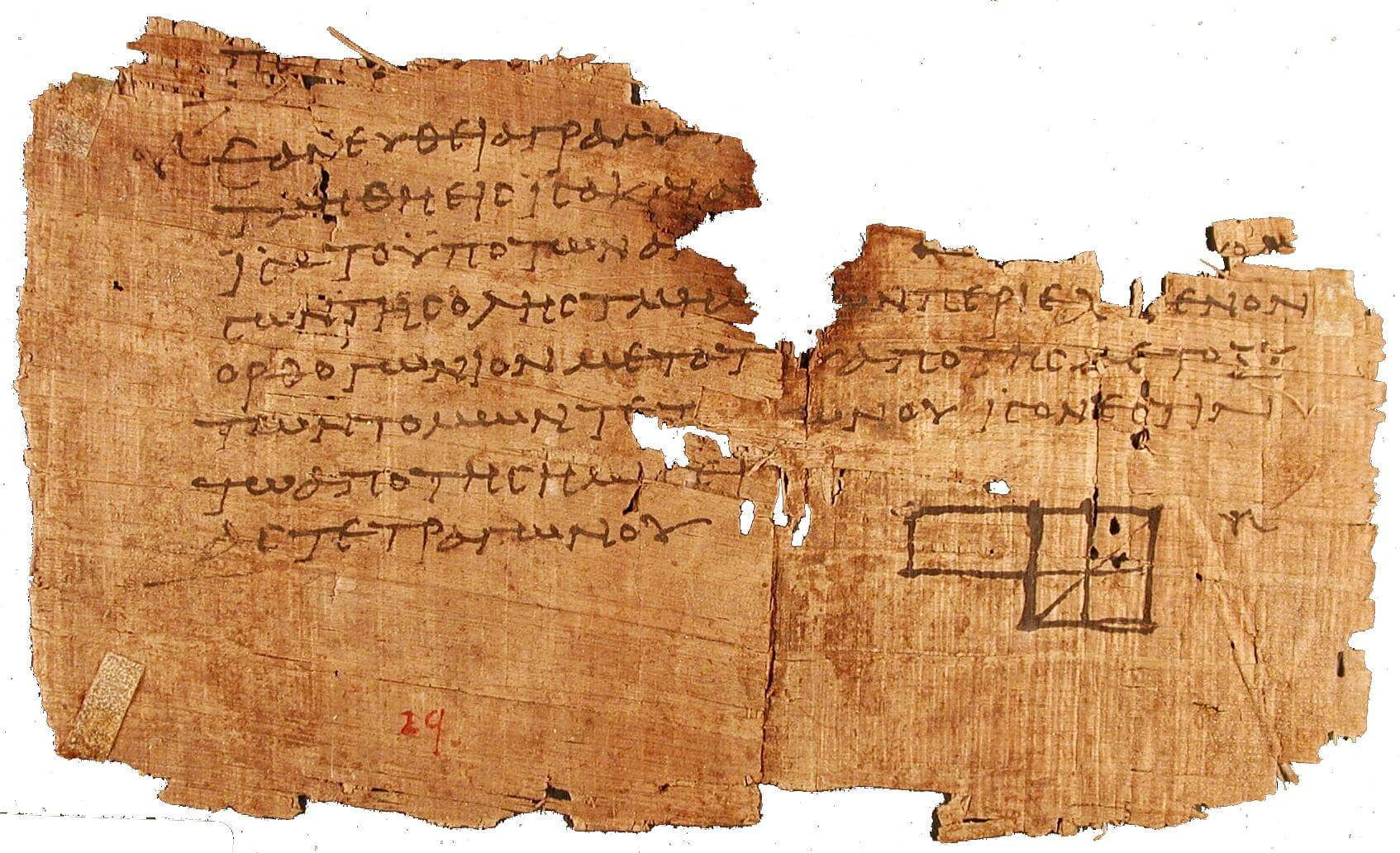
Papiro de Oxirrinco que muestra un fragmento de los Elementos de Euclides.

En matemáticas para que una afirmación sea considerada válida debe o bien estar contenida dentro de una base de afirmaciones de partida, los denominados axiomas, o debe poder demostrarse a partir de los mismos. Los axiomas son por tanto los pilares fundamentales de toda rama de las matemáticas, y a partir de ellos, mediante las demostraciones matemáticas, se deduce la veracidad de cualquier afirmación.
Los axiomas serán, por tanto, afirmaciones que se aceptan como verdaderas y cuya veracidad no puede ser demostrada a partir de otros axiomas. Un axioma no se caracteriza por si resulta una afirmación trivial o intuitiva, siendo el axioma de elección un ejemplo de un axioma que no resulta trivial.
El otro tipo de afirmaciones a las que se hace referencia son los teoremas. Estas afirmaciones deben ser demostradas usando los axiomas u otros teoremas ya demostrados. Una consecuencia inmediata de un teorema se llamará corolario.
Muchas partes de la matemática están axiomatizadas, lo que significa que existe un conjunto de axiomas de los cuales es posible deducir todas las verdades de esa parte de la matemática. Por ejemplo, de los axiomas de Peano es posible deducir todas las verdades de la aritmética (y por extensión, de otras partes de la matemática).
El formalismo surgido como consecuencia de la crisis fundacional de principios del siglo XX dio lugar al llamado programa de Hilbert. Dicho programa abogaba por la formalización de diferentes ramas de las matemáticas mediante un conjunto de axiomas explícitos, en general formulados en lenguajes formales de primer orden. Eso significa que junto con los axiomas lógicos ordinarios de una teoría de primer orden se introducían símbolos extralógicos (para constantes, funciones y predicados) y ciertos axiomas matemáticos que usaban dichos signos que restringían su comportamiento. Cada teoría matemática necesita un conjunto diferente de signos extralógicos, por ejemplo la aritmética de primer orden requiere la función «siguiente» y una constante que designe al primer de los números naturales (a partir de esos dos signos nuevos una constante y una función, son definibles la suma, la multiplicación, la relación de orden «menor o igual» y todas las nociones necesarias para la aritmética).
El programa de Hilbert hizo concebir la posibilidad de unas matemáticas en que la propia consistencia de axiomas escogidos fuera verificable de manera relativamente simple. Sin embargo, el teorema de incompletitud de Gödel y otros resultados mostraron la inviabilidad del programa de Hilbert para los fines con los que fue propuesto.

## Limitaciones de los sistemas axiomáticos
A mediados del siglo XX, Kurt Gödel demostró sus famosos teoremas de incompletitud. Estos teoremas mostraban que, aunque un sistema de axiomas recursivos estuvieran bien definidos y fueran consistentes, los sistemas axiomáticos con esos sistemas de axiomas adolecen de limitaciones graves. Es importante notar aquí la restricción de que el sistema de axiomas sea recursivamente enumerable, es decir, que el conjunto de axiomas forme un conjunto recursivamente enumerable dada una codificación o gödelización de los mismos. Esa condición técnica se requiere ya que si el conjunto de axiomas no es recursivo entonces la teoría ni siquiera será decidible.
Con esa restricción Gödel demostró, que si la teoría admite un modelo de cierta complejidad siempre hay una proposición P verdadera pero no demostrable. Gödel prueba que en cualquier sistema formal que incluya aritmética puede generarse una proposición P mediante la cual se afirme que este enunciado no es demostrable.